# Jim Ratcliffe

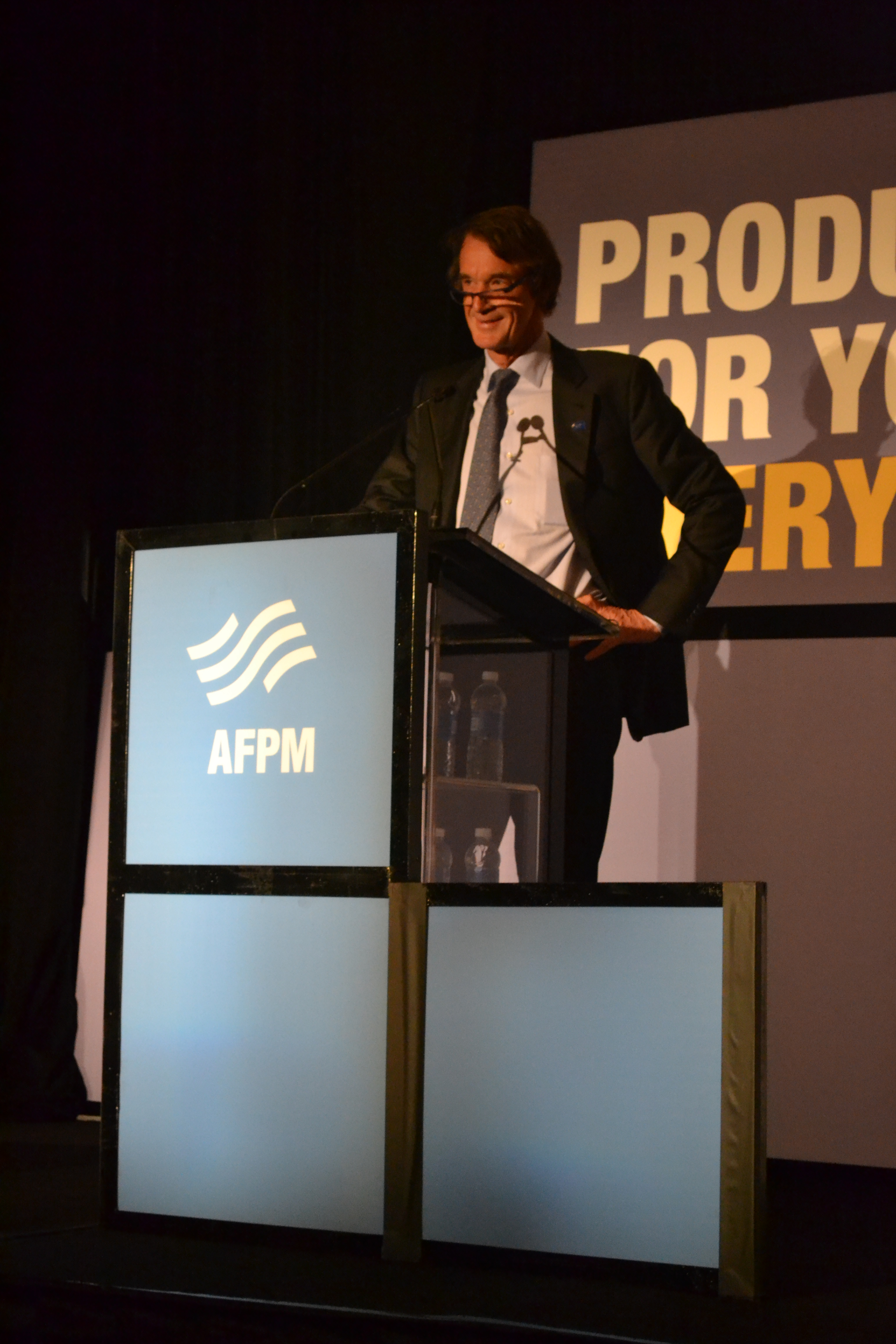
Jim Ratcliffe (2013)

Sir James Arthur Ratcliffe (* 18. Oktober 1952 in Failsworth, Lancashire) ist ein britischer Chemieingenieur, Geschäftsmann und Milliardär. Er ist Gründer und Vorstandsvorsitzender des Petrochemie-Konzerns Ineos und zählt mit einem geschätzten Privatvermögen von 18 Milliarden £ zu den reichsten Personen des Vereinigten Königreichs. Zudem ist Ratcliffe seit 2023 Mitbesitzer des englischen Rekordmeisters Manchester United.

## Leben
Jim Ratcliffe stammt aus Failsworth, einer Kleinstadt im Ballungsraum Greater Manchester. Er ist der Sohn eines Schreiners, der später eine kleine Möbelfabrik gründete und einer Buchhalterin. 1962 zog die Familie in die Grafschaft East Riding of Yorkshire. 1974 schloss Ratcliffe sein Studium in Chemieingenieurwesen an der University of Birmingham erfolgreich ab und arbeitete anschließend für den Mineralölkonzern Esso. Zwischen 1978 und 1980 erwarb er den Master of Business Administration an der London Business School. Danach arbeitete Ratcliffe für das Kunstfaser-Unternehmen Courtaulds, bevor er 1989 zur Private-Equity-Gesellschaft Advent International wechselte. Ratcliffe war an der Gründung von INSPEC beteiligt, welche die ehemalige Chemiefabrik von BP Chemicals in Antwerpen leaste.
1998 gründete er Ineos in Hampshire, die INSPEC in einem buy-out übernahm. Ratcliffe gehören circa 60 Prozent des Unternehmens, das in der Folge abgestoßene Unternehmensteile europäischer Großunternehmen aufkaufte und selbst zu einem Großunternehmen in der europäischen Chemiebranche wurde. Das Unternehmen verlegte 2008 aus steuerlichen Gründen seinen Sitz nach Rolle, Kanton Waadt in der Schweiz, daneben gibt es seit 2015 ein Führungsbüro in London.
Im Dezember 2017 übernahm Ineos den westschweizerischen Fußballklub FC Lausanne-Sport.
Im August 2019 veranlasste Jim Ratcliffe die Übernahme des französischen Erstligisten OGC Nizza durch Ineos. Die französische Wettbewerbsbehörde genehmigte am 21. August 2019 den Kauf. Laut französischen Medienberichten soll sich die Kaufsumme auf 100 Millionen Euro belaufen. Im Dezember 2023 erwarb Ratcliffe einen 25%-Anteil des Fußballvereins Manchester United.
Ratcliffe ist Spiritus rector des seit 2022 produzierten Geländewagens Ineos Grenadier, der ursprünglich in Großbritannien gebaut werden sollte. Ende 2020 gab Ratcliffe bekannt, dass die Produktion in der bisherigen Smart-Fabrik im französischen Hambach aufgenommen wird, wegen des „hervorragenden Zugangs zu Lieferketten, Automobilbau-Talent und Zielmärkten.“
In der jährlich von der Sunday Times ermittelten Liste der britischen Superreichen wurde er mehrfach aufgeführt und im Jahr 2018 mit einem Vermögen von 21,05 Milliarden Pfund Sterling als die reichste Person in Großbritannien genannt.
Ratcliffe, der sich stets für den Brexit ausgesprochen hatte, verlegte seinen Wohnsitz im März 2019 nach Monaco, wo er hofft, bis zu vier Milliarden Pfund an Steuern einsparen zu können.
Ratcliffe ist zum zweiten Mal verheiratet, er hat drei Kinder.

## Veröffentlichung
- Jim Ratcliffe, Ursula Heath: The alchemists. The Ineos story. An industrial giant comes of age. Biteback Publishing, London 2018, ISBN 978-1-78590-388-5 (mit Fotos, Grafiken und Register).